# Bernard Laidebeur
Bernard Laidebeur (Francia, 11 de julio de 1942-21 de abril de 1991) fue un atleta francés, especializado en la prueba de 4 × 100 m en la que llegó a ser medallista de bronce olímpico en 1964.

## Carrera deportiva
En los JJ. OO. de Tokio 1964 ganó la medalla de bronce en los relevos de 4 x 100 metros, con un tiempo de 39.3 segundos, llegando a meta tras Estados Unidos que con 39.0 segundos batió el récord del mundo, y Polonia (plata con 39.3 s), siendo sus compañeros de equipo: Paul Genevay, Claude Piquemal y Jocelyn Delecour.